# Jean Jacques Faber
Jean Jacques Faber (Hosingen, 16 d'agost de 1751 - 7 de novembre de 1825) va ser un polític luxemburguès. Va ocupar el càrrec com a alcalde de la ciutat de Luxemburg de l'1 de juliol de 1795 al 14 de setembre de 1795.